# Cyrtandra microcarpa
Cyrtandra microcarpa är en tvåhjärtbladig växtart som beskrevs av Charles Baron Clarke. Cyrtandra microcarpa ingår i släktet Cyrtandra och familjen Gesneriaceae. Inga underarter finns listade i Catalogue of Life.